# Motörhead-diszkográfia
A brit Motörhead együttes diszkográfiája huszonegy stúdióalbumot, tizenegy koncertalbumot, négy válogatást és huszonkét kislemezt sorol fel. A Motörhead 1975-től a zenekar megszűnéséig folyamatosan készített felvételeket. Az együttes egyetlen állandó tagja és fő dalszerzője, szövegírója a basszusgitáros/énekes Ian "Lemmy" Kilmister volt.
Korai, klasszikus lemezeiket 1979 és 1984 között a Bronze Records adta ki, később számtalan kiadóváltást értek meg.

## Stúdióalbumok
| Év   | Album               | Helyezések | Helyezések | Helyezések | Helyezések | Kiadó            |
| Év   | Album               | Anglia     | Amerika    | Németo.    | Svédo.     | Kiadó            |
| ---- | ------------------- | ---------- | ---------- | ---------- | ---------- | ---------------- |
| 1975 | On Parole           | 65         | –          | –          | –          | United Artist    |
| 1977 | Motörhead           | 43         | –          | –          | –          | Chiswick Records |
| 1979 | Overkill            | 24         | –          | –          | –          | Bronze Records   |
| 1979 | Bomber              | 12         | –          | –          | –          | Bronze Records   |
| 1980 | Ace of Spades       | 4          | –          | –          | –          | Bronze Records   |
| 1982 | Iron Fist           | 6          | 174        | –          | 25         | Bronze Records   |
| 1983 | Another Perfect Day | 20         | 153        | –          | 18         | Bronze Records   |
| 1986 | Orgasmatron         | 21         | 157        | –          | –          | GWR              |
| 1987 | Rock ’n’ Roll       | 34         | 150        | –          | 41         | GWR              |
| 1991 | 1916                | 24         | 142        | –          | 23         | WTG/Epic         |
| 1992 | March ör Die        | 60         | –          | 21         | 42         | WTG/Epic         |
| 1993 | Bastards            | –          | –          | –          | 48         | ZYX Music        |
| 1995 | Sacrifice           | –          | –          | 31         | 36         | CMC/Sanctuary    |
| 1996 | Overnight Sensation | –          | –          | 71         | 60         | CMC/Sanctuary    |
| 1998 | Snake Bite Love     | 171        | –          | 47         | 49         | CMC/Sanctuary    |
| 2000 | We Are Motörhead    | 91         | –          | 21         | 33         | CMC/Sanctuary    |
| 2002 | Hammered            | 113        | –          | 39         | 18         | Steamhammer/SPV  |
| 2004 | Inferno             | 95         | –          | 10         | 34         | Steamhammer/SPV  |
| 2006 | Kiss of Death       | 45         | –          | 4          | 13         | Steamhammer/SPV  |
| 2008 | Motörizer           | 32         | 82         | 5          | 10         | Steamhammer/SPV  |
| 2010 | The Wörld Is Yours  | 45         | 94         | 25         | 24         | Motörhead Music  |
| 2013 | Aftershock          | 115        | 22         | 5          | 8          | Motörhead Music  |
| 2015 | Bad Magic           | 10         | 35         | 1          | 4          | UDR Music        |

1. ↑  UK Chart - chartstats.com, Chart Log UK 1994-2006, UK Top 40 Database
2. ↑  Billboard Album Chart. [2012. július 23-i dátummal az eredetiből archiválva]. (Hozzáférés: 2009. június 14.)
3. ↑  German Charts
4. ↑  Swedish Charts

## Koncertalbumok
A Motörhead hivatalos kiadványait az idők során több különböző kiadó gondozta és ezek a társaságok a mai napig folyamatosan adnak ki koncertalbumokat az adott korszak élő felvételeiből. Nem beszélve a számtalan kalóz kiadványról.
| Év   | Album                                                              | Felvétel | Kiadó               |
| ---- | ------------------------------------------------------------------ | --- | ------------------- |
| 1980 | The Golden Years EP                                                | 1980. május 25. | Bronze Records      |
| 1981 | No Sleep ’til Hammersmith                                          | 1981. március 28–30. | Bronze Records      |
| 1983 | What’s Wordsworth?                                                 | 1978. február 18. | Big Beat            |
| 1988 | No Sleep at All                                                    | 1988. július 2. | GWR                 |
| 1990 | The Birthday Party                                                 | 1985. június 26. | GWR                 |
| 1994 | Live at Brixton '87                                                | 1987. december 23. | Roadrunner Records  |
| 1997 | King Biscuit Flower Hour presents Motörhead                        | 1983. augusztus 18. | King Biscuit/BMG    |
| 1999 | Everything Louder than Everyone Else                               | 1998. május 21. | Steamhammer/SPV     |
| 2003 | Live at Brixton Academy                                            | 2000. október 22. | Steamhammer/SPV     |
| 2005 | BBC Live & In-Session                                              | - 1978. szeptember 25. John Peel's Show - 1979. május 16. Paris Theatre, London - 1981. október 6. David Jensen's Show - 1986. augusztus 16. Friday Rock Show | Sanctuary           |
| 2007 | Better Motörhead than Dead: Live at Hammersmith                    | 2005. június 16. | Steamhammer/SPV     |
| 2011 | The Wörld Is Ours Vol. 1 – Everywhere Further Than Everyplace Else | 2011. április 9. | UDR/EMI             |
| 2012 | The Wörld Is Ours Vol. 2 – Anyplace Crazy As Anywhere Else         | 2011. augusztus 8. | UDR/EMI             |
| 2016 | Clean Your Clock                                                   | 2015. november 20-21. | UDR/EMI             |
| 2021 | Louder Than Noise... Live in Berlin                                | 2012. december 5. | Silver Lining Music |

## Válogatásalbumok
Számtalan Motörhead válogatásalbum létezik, hivatalos és félhivatalos egyaránt. Főleg a Sanctuary kiadó dolgozik aktívan, hogy különböző címen csoportosítva újra és újra kiadja a zenekar korábbi dalait. A hivatalos Motörhead diszkográfiában az alább felsorolt kiadványok szerepelnek.
- 1984 – No Remorse (Bronze Records)
- 1993 – All the Aces (CMC/Sanctuary)
- 2000 – The Best of Motörhead (Metal-Is/Sanctuary)
- 2003 – Stone Deaf Forever! – 5CD boxset (Metal-Is/Sanctuary)

## Középlemezek
- 1980 – The Beer Drinkers (Big Beat)
- 1981 – St. Valentine’s Day Massacre (Bronze Records)
- 1987 – Eat the Rich (GWR)
- 1991 – The One to Sing the Blues (WTG/Epic)

## Kislemezek
- 1977 – Leaving Here / White Line Fever (Stiff Records)
- 1977 – Motörhead / City Kids (Chiswick Records)
- 1978 – Louie Louie / Tear Ya Down (Bronze Records)
- 1979 – Overkill / Too Late, Too Late (Bronze Records)
- 1979 – No Class / Like a Nightmare (Bronze Records)
- 1979 – Bomber / Over the Top (Bronze Records)
- 1980 – Ace of Spades / Dirty Love (Bronze Records)
- 1981 – Stay Clean (Live) / Please, Don't Touch (Live) / Demolition Boys (Live) (Bronze Records)
- 1981 – Motörhead (Live) / Over the Top (Live) (Bronze Records)
- 1982 – Iron Fist / Remember Me I'm Gone (Bronze Records)
- 1983 – I Got Mine / Turn You Around Again / Tales of Glory (Bronze Records)
- 1983 – Shine / Hoochie Coochie Man (Live) / (Don't Need) Religion (Live) (Bronze Records)
- 1984 – Killed By Death / Under The Knife / Under The Knife II (Bronze Records)
- 1986 – Deaf Forever / On The Road (Live) / Steal Your Face (Live) (GWR)
- 1987 – Rock 'n' Roll / Cradle to the Grave (Roadrunner Records)
- 1987 – Eat the Rich / Cradle to the Grave (GWR)
- 1988 – Metropolis (Acropolis) (Live) / Orgasmatron (Live) (GWR/FM Records)
- 1990 – The One to Sing the Blues / Dead Man's Hand (WTG/Epic)
- 1991 – No Voices in the Sky / Eagle Rock (WTG/Epic)
- 2000 – God Save the Queen / One More Fucking Time / God Save the Queen (video) (Steamhammer/SPV)
- 2005 – Whorehouse Blues / Killers / Whorehouse Blues (video) (Steamhammer/SPV)
- 2006 – R.A.M.O.N.E.S. / Devil I Know (Steamhammer/SPV)

## B-oldalas dalok
Az itt felsorolt saját dalok a maguk idején nem kerültek fel az aktuális albumra, csupán kislemezek B-oldalán jelentek meg. Később az adott nagylemez újrakiadása során bónusz felvételként szerepeltek.
- City Kids (1977)
- Too late, Too Late (1979)
- Like a Nightmare (1979)
- Over the Top (1979)
- Dirty Love (1980)
- Remember Me, I'm Gone (1982)
- Turn You Around Again (1983)
- Under the Knife (1984)
- Under the Knife II (1984)
- Cradle to the Grave (1987)
- Just 'Cos You Got the Power (1987)
- Dead Man's Hand (1990)
- Eagle Rock (1991)

## Videók
| Év   | Videó                                                              | Típus | Felvétel              | Kiadó               |
| ---- | ------------------------------------------------------------------ | ----- | --------------------- | ------------------- |
| 1982 | Live in Toronto                                                    | VHS   | 1982. május 12.       | Bronze Records      |
| 1984 | Deaf Not Blind                                                     | VHS   | 1980. 1982-1984       | Virgin Video        |
| 1985 | The Birthday Party                                                 | VHS   | 1985. június 26.      | GWR                 |
| 1991 | Everything Louder than Everything Else                             | VHS   | 1991. március 11.     | Sony                |
| 2001 | 25 & Alive: Boneshaker                                             | DVD   | 2000. október 22.     | Steamhammer/SPV     |
| 2005 | Stage Fright                                                       | DVD   | 2004. december 7.     | Steamhammer/SPV     |
| 2011 | The Wörld Is Ours Vol. 1 – Everywhere Further Than Everyplace Else | DVD   | 2011. április 9.      | Motörhead Music/UDR |
| 2012 | The Wörld Is Ours Vol. 2 – Anyplace Crazy As Anywhere Else         | DVD   | 2011. augusztus 8.    | Motörhead Music/UDR |
| 2016 | Clean Your Clock                                                   | DVD   | 2015. november 20-21. | Motörhead Music/UDR |
| 2021 | Louder Than Noise... Live in Berlin                                | DVD   | 2012. december 5.     | Silver Lining Music |